# Танцюра Ігор Іванович
Ігор Іванович Танцюра (нар. 26 квітня 1967, Козелецький район, Чернігівська область) — український військовослужбовець, генерал-майор Збройних сил України, учасник російсько-української війни. Командувач Сил територіальної оборони Збройних Сил України (2022—2023).
У жовтні 2022 року увійшов до списку 25 найвпливовіших українських військових від НВ.

## Життєпис
Станом на 2013 рік начальник 169-го навчального центру Сухопутних військ Збройних сил України.
У 2019 році начальник штабу — перший заступник командувача Операції об'єднаних сил.
У 2022 році начальник штабу — заступник командувача Сухопутних військ Збройних сил України.
15 травня 2022 року призначений Командувачем Сил територіальної оборони Збройних Сил України.
9 жовтня 2023 року звільнений з посади Командувача Сил територіальної оборони Збройних Сил України.

## Нагороди
- Орден Богдана Хмельницького III ст. (11 квітня 2022) — за особисту мужність і самовіддані дії, виявлені у захисті державного суверенітету та територіальної цілісності України, вірність військовій присязі[7].

## Військові звання
- генерал-майор (24 серпня 2013)[2].